# Vajontdam

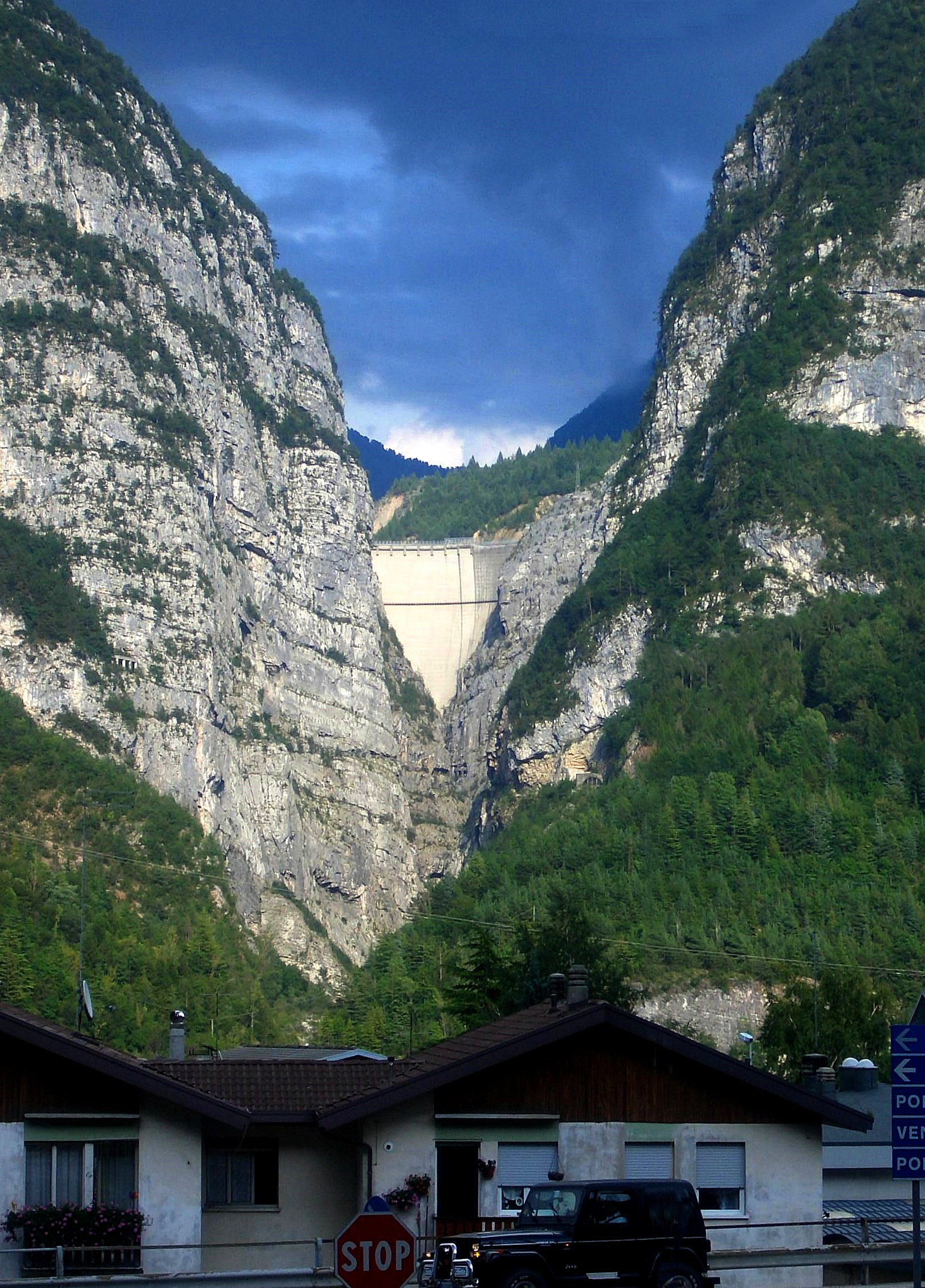
Vajontdam

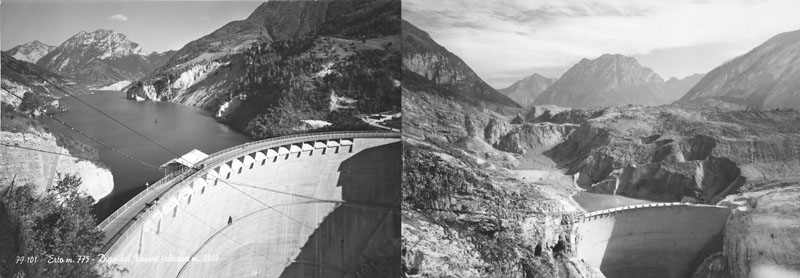
Vajontdam voor (links) en na (rechts) de aardverschuiving

De Vajontdam (of Vaiontdam (Italiaans: Diga del Vajont) is een dam gebouwd in de vallei van de Monte Toc, op ongeveer 100 km afstand van Venetië. Het oorspronkelijke stuwmeer is buiten gebruik na de ramp van 1963, waarbij het dorp Longarone werd verwoest.

## Bouw
De bouw van deze dam werd gestart in 1956 en vijf jaar later voltooid. De dam is met 262 meter hoogte de op vier na hoogste dam ter wereld. Hij werd aangelegd door de Società Adriatica di Elettricità, de Adriatische elektriciteitsmaatschappij, ter opwekking van elektriciteit.

## Ongeluk
In 1959 werden er verschillende aardverschuivingen waargenomen toen men een weg wilde aanleggen langs de Monte Toc. Drie verschillende deskundigen verklaarden na onderzoek dat de hele zijkant van Monte Toc instabiel was en dat deze mogelijk zou instorten in het bassin als het vullen van het stuwmeer eenmaal zou zijn voltooid. De SADE legde de uitkomsten van het onderzoek echter naast zich neer. Twee jaar na bouw, in de nacht van 9 oktober 1963, ontstond er na een aardverschuiving een enorme golf die over de rand van de dam sloeg en daarbij de dichtstbijzijnde dorpjes wegvaagde en bedekte onder een dikke laag modder. Door deze ramp vielen meer dan 2000 doden. Sindsdien werd het stuwmeer niet meer gebruikt. Er worden rondleidingen over de dam gegeven. 